# Monensina
A monensina, isolada das Streptomyces cinnamonensis, é um conhecido representante dos antibióticos ionóforos poliéteres naturais.
É utilizado como aditivo na alimentação de ruminantes, para aumentar a eficiência alimentar.
A monensina é um dos ionóforos mais pesquisados do mundo.